# Christian Lippuner

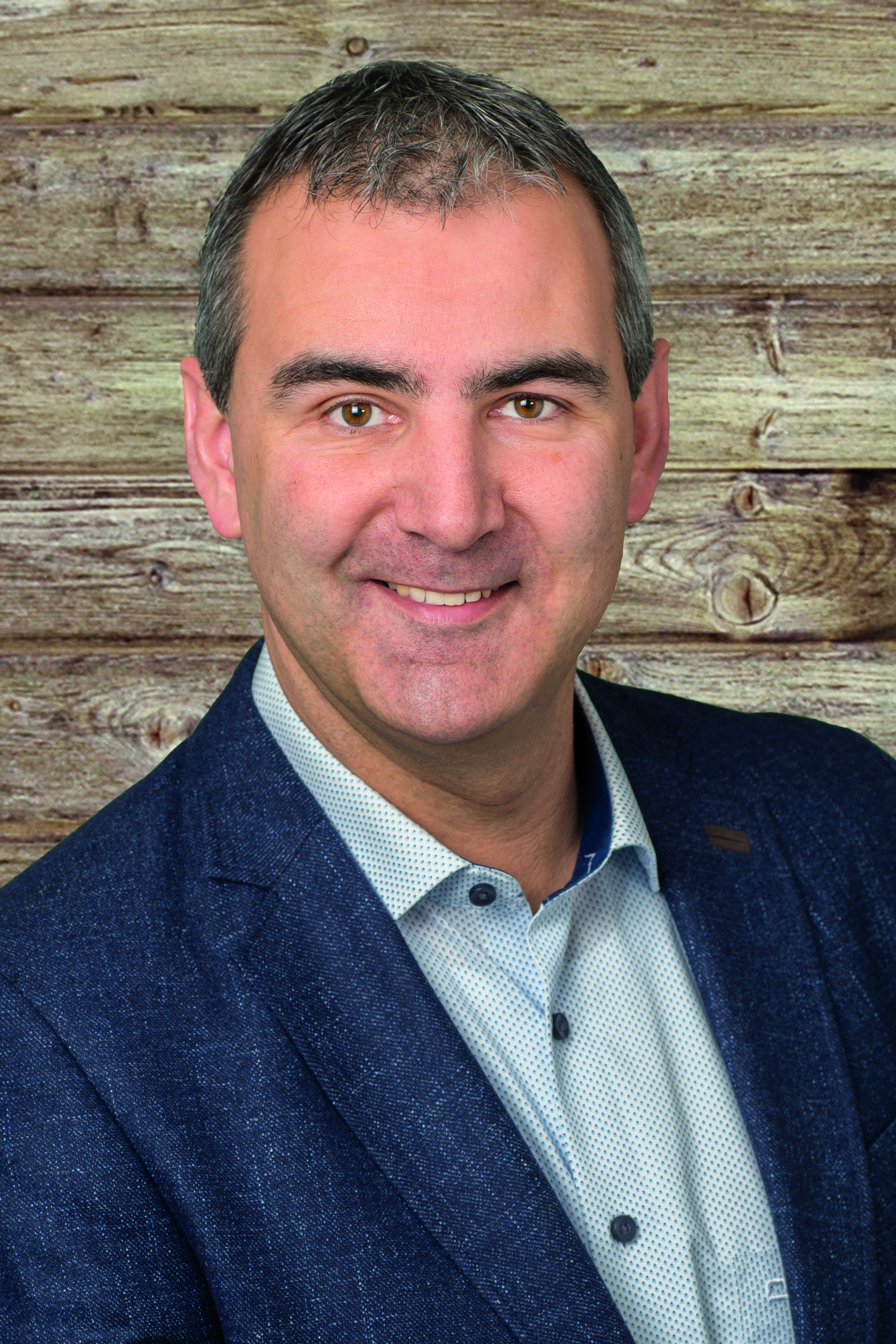
Christian Lippuner (2017)

Christian Lippuner (* 6. April 1973 in Grabs) ist ein Schweizer Politiker (FDP). Er vertritt seit April 2020 den Wahlkreis Werdenberg im Kantonsrat des Kantons St. Gallen und wurde im April 2021 zum Präsidenten der FDP-Fraktion im Kantonsrat gewählt.

## Leben und Engagement
Christian Lippuner ist aufgewachsen in Grabs und lernte den Beruf Zimmermann. Berufsbegleitend erlangte er 1997 auf dem zweiten Bildungsweg die gymnasiale Matura Typus C. Danach stieg er in die Treuhandbranche ein und absolvierte wiederum berufsbegleitend das Studium zum Betriebsökonom FH (2000 bis 2004). Es folgten diverse Aus- und Weiterbildungen im Treuhandbereich.
Seit 2001 ist Christian Lippuner Unternehmer. Es ist Inhaber und Geschäftsführer des Treuhand- und Consultingunternehmens Innovatis mit Sitz in Buchs SG. Das Unternehmen beschäftigt fünfzehn Angestellte.
Christian Lippuner ist verheiratet und Vater von drei Kindern.